# Даніо Барді
Даніо Барді (італ. Danio Bardi, 23 травня 1937 — 9 липня 1991) — італійський ватерполіст і плавець.
Олімпійський чемпіон 1960 року, учасник 1964 року.